# Preflight-Check

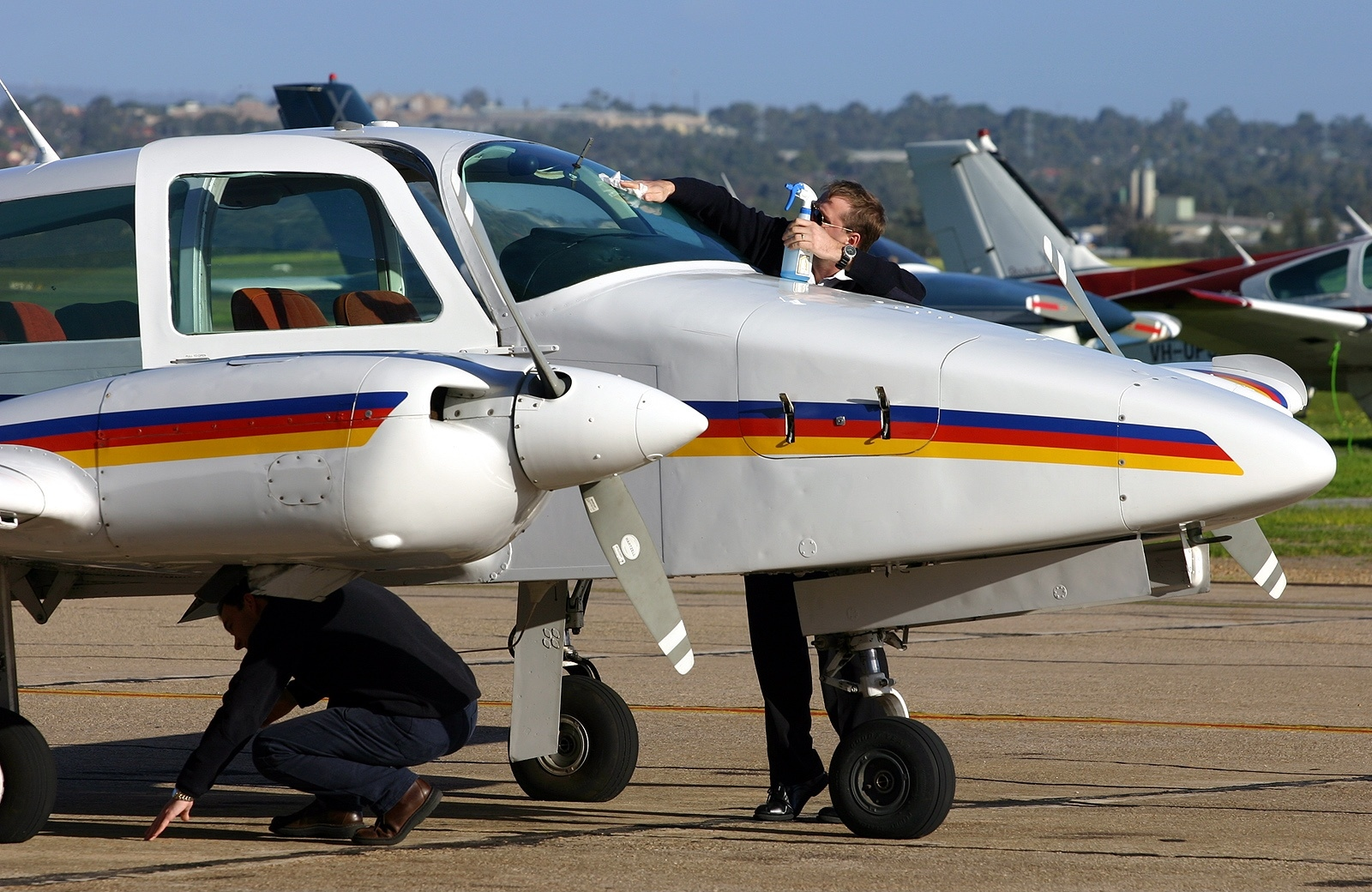
Piloten während der Vorflugkontrolle

Die Vorflugkontrolle (engl. preflight-check) umfasst die tägliche Überprüfung des technischen Zustandes des Luftfahrzeugs vor dem Flugbetrieb (Kontrollrundgang) und den Startcheck vor jedem Flug, in der Regel durch den Piloten. Je nach Luftfahrzeugtyp und Besatzungsstärke kann für den Kontrollrundgang aber auch der Flugingenieur oder der Bordmechaniker zuständig sein.

## Technische Prüfung
Die technische Überprüfung des Luftfahrzeugs (Rundgang) ist mit Hilfe einer Klarliste (Checkliste) durchzuführen und kann beispielsweise folgende Punkte enthalten:
- Gesamtüberblick (Veränderungen des Aufbaus, Beschädigungen wie Lackrisse, Beulen, Falten in der Bespannung oder ungewöhnliche Wellen im Blech)
- Überprüfung der Ruder-, Klappen- und Tragflächenanschlüsse (angeschlossen und gesichert)
- Ruder- und Klappenkontrolle (gängig, kraftschlüssig, richtig angeschlossen)
- Überprüfung auf Fremdkörper in mechanischen Teilen, Luftauslässen, Luftansaugstutzen
- Bodensicherungen und -Abdeckungen entfernt
- Reifenzustand und -luftdruck, Bremsen
- Propeller (Risse, Sitz, Spinner fest angeschraubt, evtl. Propellerverstellung)
- Überprüfung des Kraftstofftanks auf Kondensatwasser (Drainageprobe)
- Überprüfung des Motors (Ölstand, Verkleidung, Zündgeschirr, Auspuffanlage)

## Startcheck
Vom Vorflugcheck zu unterscheiden ist der Startcheck (engl. runup check), der direkt vor dem Aufrollen auf die Startbahn bzw. Einklinken des Schleppseiles (Segelflug) durchgeführt wird. Er kann aus folgenden Punkten bestehen:
- Pilot und evtl. Fluggäste fest angeschnallt? Evtl. Rettungsfallschirme angelegt?
- Haube bzw. Einstiegstüre verschlossen und verriegelt?
- Instrumentenkontrolle und -einstellungen (beispielsweise Höhenmesser QNH oder QFE)
- Trimmungseinstellung, Durchführung der Schwerpunkts- und Gewichtskontrolle (Beladeplan!)
  - evtl. benötigte Trimmgewichte vorhanden/sicher verstaut? (Segelflug)
  - Spornkuller entfernt? (Segelflug)
- Ruder- und Klappenkontrolle (freigängig, Wölbklappeneinstellung, Bremsklappen verriegelt)
- Funkprobe, Antikollisionslicht eingeschaltet, evtl. Transponder eingeschaltet, Transponderfrequenz
- Kraftstoffmenge (Einberechnung der Temperatur auf Reiseflughöhe, Reserve), Kraftstoffhahn geöffnet, evtl. Kraftstoffpumpe eingeschaltet
- Motorüberprüfung (Öltemperatur und -druck, Zylinderkopftemperatur, Vergaservorwärmung, Kühlluftklappe geöffnet, ev. Zündmagnete, Propellerverstellung und Vollgasmotordrehzahl)
- Prüfung der Windverhältnisse (Stärke, Richtung)
- Startbahn bzw. Startplatz sowie Anflug- und Startluftraum frei?

## Beispiel
Für das Muster Piper PA-31T Cheyenne IIXL (ohne Antrieb, ohne Taxiing)
```
PREFLIGHT CHECK - COCKPIT
Electrical Switches ................................... OFF
Avionics Master ....................................... OFF
Gear Handle .......................................... DOWN
Parking Brake ......................................... SET
Battery Master.......................................... ON
Flaps .................................. test to 15° and UP
Annunciator ....................................... CHECKED
Fuel Quantity ..................................... CHECKED
Gear Lights ................................... three green
Oxygen Pressure ................................... CHECKED
Oxygen Control ........................................ OFF
Battery Master ........................................ OFF
Trim ......................................... T/O position
```

## Geschichte
Bereits vor dem Ersten Weltkrieg wurden Vorflugkontrollen durchgeführt. So schrieb etwa der Flugpionier Hellmuth Hirth:

„Ich habe es mir zum obersten Grundsatz gemacht, den Flugdrachen, bevor ich ihn besteige, jedesmal ganz gewissenhaft durchzukontrollieren und mich dabei auf keinen Menschen zu verlassen. Alle Drähte, besonders die vitalen, werden revidiert, ob alle Sicherungen intakt sind, vor allem die Steuerkabel, ferner ob die Stoffbespannung nicht verletzt ist. [...] Es ist die oberste und vornehmste Pflicht eines jeden Flugzeugführers, in dieser Hinsicht gewissenhaft zu bleiben.“